# Aurélien Joachim
Aurélien Joachim (ur. 10 sierpnia 1986 w Luksemburgu) – luksemburski piłkarz występujący na pozycji napastnika w luksemburskim klubie FC Differdange 03.

## Kariera klubowa
Joachim seniorską karierę rozpoczynał w 2004 roku w belgijskim zespole Excelsior Virton z drugiej ligi. Przez 1,5 roku rozegrał tam 31 spotkań i zdobył 1 bramkę. W styczniu 2006 roku odszedł do rezerw niemieckiego VfL Bochum. Występował tam przez rok, a potem przeszedł do rezerw Alemannii Aachen.
W 2007 roku przeszedł do luksemburskiego FC Differdange 03. W 2010 roku oraz 2011 roku zdobył z nim Puchar Luksemburga. W połowie 2011 roku odszedł do F91 Dudelange. W 2012 roku zdobył z nim mistrzostwo Luksemburga. W 2014 przeszedł do CSKA Sofia. Następnie grał w Burton Albion i Royal White Star Bruxelles, a w 2016 trafił do Lierse SK. Po dwóch sezonach w barwach Lierse powrócił do swojego pierwszego klubu w karierze – RE Virton.

## Kariera reprezentacyjna
W reprezentacji Luksemburga Joachim zadebiutował 7 września 2005 roku w przegranym 0:3 meczu eliminacji Mistrzostw Świata 2006 z Liechtensteinem. 7 lutego 2007 roku w wygranym 2:1 towarzyskim spotkaniu z Gambią strzelił pierwszego gola w drużynie narodowej.
Strzelił 4 gole w eliminacjach do rosyjskiego mundialu w meczach z Bułgarią (3:4 – 2 gole), Francją (1:3) i Białorusią (1:1).